# 東波美拉尼亞攻勢

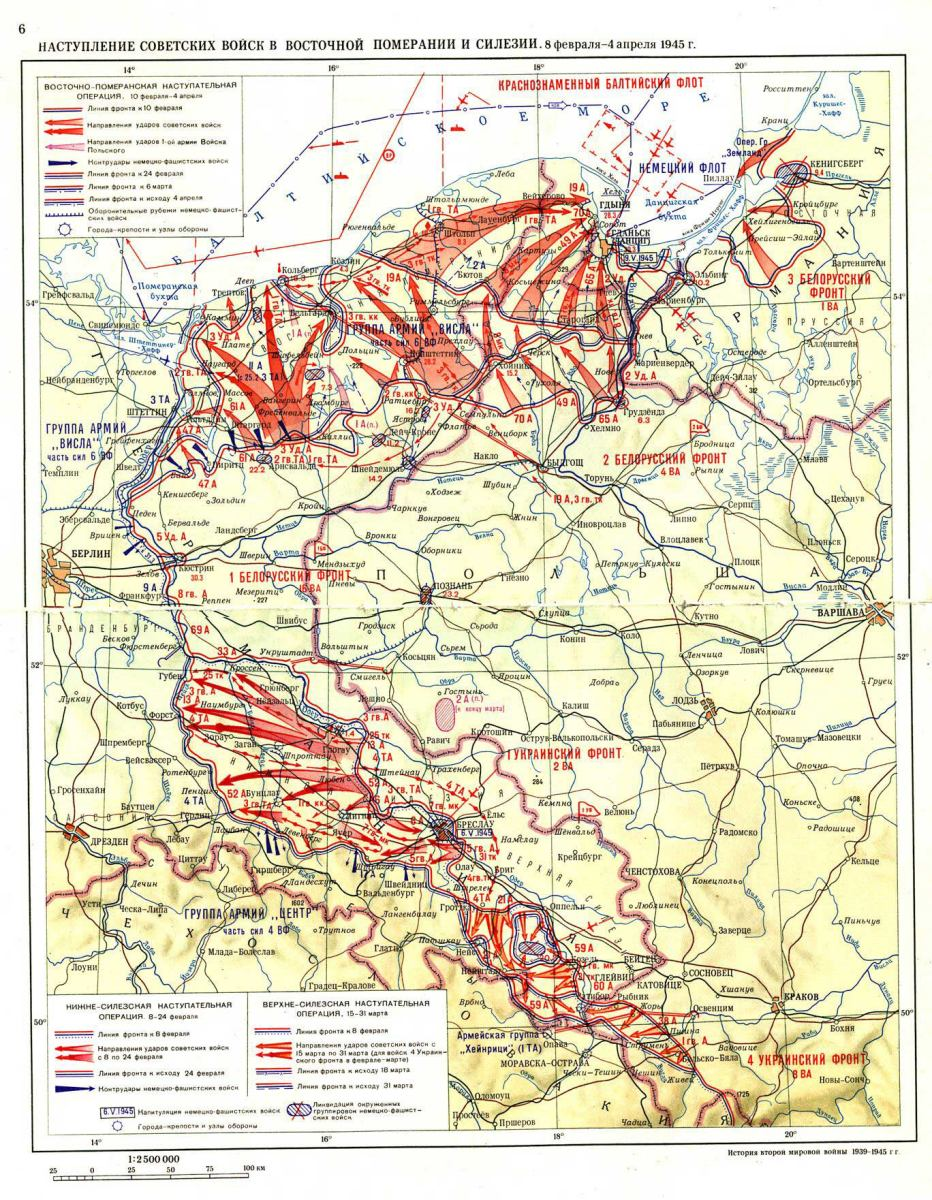
東波美拉尼亞和西里西亞攻勢

東波美拉尼亞戰略攻勢（俄语：Восточно-Померанская наступательная операция）是蘇聯紅軍在德蘇戰爭對德意志國防軍實施的攻勢。這行動由1945年2月24日－1945年4月4日進行並攻佔了波美拉尼亞及西普魯士。 
在蘇軍的角度，它涉及以下數個小型行動：
- 科尼茨-克斯林攻勢行動
  - 1945年2月10日－1945年3月6日
- 但澤攻勢行動
  - 1945年3月7日－1945年3月31日
- 阿恩斯瓦爾德-科爾貝格攻勢行動
  - 1945年3月1日－1945年3月18日
- 阿爾特丹攻勢行動（什切青附近）
  - 1945年3月18日－1945年4月4日

## 計劃
白俄羅斯第2方面軍在康斯坦丁·康斯坦丁諾維奇·羅科索夫斯基指揮下，最初是負責沿維斯瓦河西岸向北面的波美拉尼亞及主要港口城市但澤前進，其主要目的是為了保護由朱可夫指揮的白俄羅斯第1方面軍的右翼，當時它正向柏林前進。但是在東普魯士攻勢中，羅科索夫斯基被命令直接向北面的埃爾賓（埃爾布隆格）進攻，當時大批德軍正完好無損的在波美拉尼亞集結，他們威脅朱可夫部隊的右翼。
因此東普魯士攻勢的第一階段結束後，白俄羅斯第2方面軍被重新部署從而向北面的波美拉尼亞進攻，消除德軍反攻的可能（同樣，同時進行的西里西亞攻勢中，科涅夫的烏克蘭第1方面軍在南部負責保護白俄羅斯第1方面軍的左翼）。由於需要掃蕩兩翼因而推遲蘇軍向柏林的最後推進，這個計劃由原訂在2月推遲至4月才實施。
史達林將向柏林的進攻由2月推遲至4月的決定一直受到一些蘇聯將軍和軍事歷史學家的爭論，其中一方認為蘇軍曾經有機會在2月份更快及可以付出更少損失攻佔柏林，而另一方則認為大批德軍在兩翼集結可能令德軍成功的發動反攻及將戰爭進一步延長：德軍確實曾在2月中旬於波美拉尼亞突然發動反攻，即夏至行動。但這延遲卻允許蘇軍在維也納攻勢中攻佔奧地利大部。

## 德軍的情報
早在2月13日德國情報部門推斷，蘇軍將設法在進攻柏林前掃蕩波美拉尼亞。德國第2軍團正守衛經波美拉尼亞到東普魯士埃爾布隆格的走廊，要求准許撤退，但被阿道夫·希特勒拒絕，在維斯瓦河的格勞登茨（格魯瓊茲），在2月18日被包圍（駐軍是德軍第83步兵師，最後在1個月後投降）。

## 部署

### 德意志國防軍
- 維斯瓦河集團軍
  - 第2軍團（瓦爾特·魏斯大將）
    - 第46裝甲軍
    - 第7裝甲軍
    - 第27裝甲軍
    - 第23軍
    - 第18山地軍
    - 格魯瓊茲及但澤要塞守軍

  - 德國第3裝甲軍團東翼（重組後）（厄爾哈德·勞斯大將）
    - 武裝親衛隊第3裝甲軍
    - 武裝親衛隊第10軍

應當指出的是第2軍團的數個軍兵力這個時候受到嚴重削弱，基本上由零碎或特設單位組成。德國第3裝甲軍團是利用最近成立的武裝親衛隊第11裝甲軍的單位重組而成，原本之單位已在立陶宛和東普魯士被消滅，其殘餘部隊正在防守柯尼斯堡。

### 蘇聯紅軍
- 白俄羅斯第2方面軍（康斯坦丁·康斯坦丁諾維奇·羅科索夫斯基陸軍元帥）
- 白俄羅斯第2方面軍的東翼（格奧爾基·康斯坦丁諾維奇·朱可夫陸軍元帥）
  - 蘇聯第3突擊軍團
  - 蘇聯第1親衛坦克軍團
  - 蘇聯第2親衛坦克軍團

## 攻勢

### 突破
羅科索夫斯基於2月24日使用剛抵達科茲洛夫的第19軍展開進攻，但在經過最初前進20公里後，他們遭到了德軍激烈的抵抗。在2月26日他將第3親衛軍團投入到斯德丁的東面，在那裡他們前進了40公里，並解救了科茲洛夫。第3親衛軍團在克吉尼亞突破，同時在方面軍左翼的斯德丁在2月27日落入蘇聯第3親衛騎兵軍手中。
魏斯已匆匆派出第7裝甲軍，包括第7裝甲師的殘餘，在布龍貝格威脅蘇聯第19軍團的側翼。但是在3月2日蘇軍突破克斯林後第2軍團發現自己與集團軍其餘部隊的連繫已完全被切斷。

### 白俄羅斯第1方面軍加入進攻

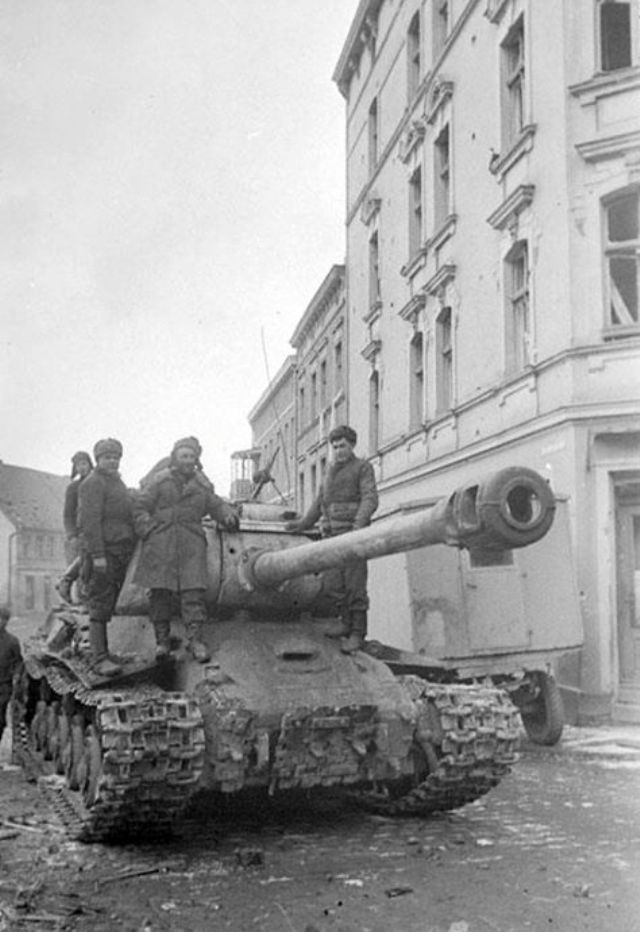
苏联于什切青旧城的一辆IS-2重型坦克，摄于1945年3月19日

朱可夫的右翼勢力由第3突擊軍團、第1親衛坦克軍團和第2親衛坦克軍團組成的一個集群在3月1日投入攻勢，向北挺進及其主力集中在魯茲。整個德國第3裝甲軍團的左翼被追個突破切斷，原因是海因茨·古德里安拒絕勞斯有關撤退的要求；而右翼則撤向斯德丁。
到3月4日，前進中的蘇軍坦克部隊已到達波羅的海，在波美拉尼亞德軍被困在了一系列包圍圈裡。德國第2軍團開始撤向但澤要塞地區，而德國第3裝甲軍團中的武裝親衛隊第10軍已被包圍在德拉夫斯科拉尼亞。

### 第二階段
羅科索夫斯基於3月6日展開攻勢的第2階段是在第2突擊軍團對瑪麗恩教堂的守軍做成切斷的威脅，守軍因此在兩天後撤離，而在東面的埃爾賓最终在3月10日陷落，魏斯已警告埃爾布隆格口袋裡無法堅守，於3月9日被撤職，取而代之的是迪特里希·馮·紹肯。德國第2軍團的部隊已混亂地撤至但澤及格丁尼亞，在這裡被白俄羅斯第2方面軍包圍。而朱可夫的部隊，當時正在奧得河下游西岸掃蕩德國第3裝甲軍團的殘餘，迫使德軍從阿特丹橋頭堡上的最後據點撤退。

## 科尔贝格之圍
許多難民從波美拉尼亞逃入沿海小鎮科爾貝格（科沃布熱格），這裡從3月4日被包圍。然而該鎮被成功守衛直至3月18日，當時撤離行動已經完成。

## 但澤之圍
但澤—哥騰哈芬（格丁尼亞）要塞地區也是東普魯士難民逃往西面的主要港口，馮·紹肯盡可能堅守該市以保持疏散路線開放。 
羅科索夫斯基於3月15日展開了最後攻勢，主要目標為格丁尼亞和但澤之間的海岸城市索波特，被第70軍團和第49軍團兩面夾擊，戰鬥十分殘酷但到3月19日蘇軍矛頭已越過索波特，而德軍第4裝甲師已被擊退至但澤外圍郊區。3月22日蘇聯第70軍團到達海岸，分割了德軍的防線。格丁尼亞在3月26日被攻佔，守軍和許多平民撤退至奧爾登堡的高地，再從那裡撤離到海爾半島。
但澤最終在3月28日陷落，第2軍團的殘餘撤至該市東北部的維斯瓦河三角洲。在這裡及從海爾半島到來避難的平民和軍事人員，一直堅持抵抗到5月10日。

## 附錄
1. 1 2  See soldat.ru 的存檔，存档日期2008-05-05., accessed 18/04/08
2. ↑  Duffy, p.170
3. ↑  Duffy, pp.186-7
4. ↑  Duffy, p.187
5. ↑  Duffy, p.188
6. ↑  。瑪麗恩教堂的守衛戰由第7步兵師的將校人員指揮的一個戰役集群實施，包括海軍士兵、武裝親衛隊人員及其它單位。
7. ↑  Duffy, p.223